# Simeón Soler
Simeón Soler Pérez, conocido futbolísticamente como Simonet (Madrid, España, 28 de agosto de 1932 - Alcoy, Alicante, España, 28 de enero de 2013) fue un futbolista español que se desempeñaba como defensa.
Es el jugador con más partidos  oficiales disputados en la historia del Córdoba Club de Fútbol.

## Clubes
| Club                      | País   | Año       |
| ------------------------- | ------ | --------- |
| C.D. Alcoyano             | España | 1956-1957 |
| Real Valladolid C.F.      | España | 1957-1959 |
| Córdoba C.F.              | España | 1959-1969 |
| Unión Deportiva Salamanca | España | 1969-1970 |